# Macaduma castaneofusca
Macaduma castaneofusca là một loài bướm đêm thuộc phân họ Arctiinae, họ Erebidae.